# Championnat du Venezuela de football 1992-1993
Navigation
Saison 1991-1992 Saison 1993-1994
La saison 1992-1993 du championnat du Venezuela de football est la trente-septième édition du championnat de première division professionnelle au Venezuela et la soixante-treizième saison du championnat national. Les seize meilleures équipes du pays sont regroupées au sein d'une poule unique où elles s'affrontent deux fois, à domicile et à l'extérieur. À la fin de la saison, les deux derniers du classement sont relégués et remplacés par les deux meilleurs clubs de Segunda A, la deuxième division vénézuélienne.
C'est le club du Maritimo Caracas qui remporte la compétition, après avoir battu Minerven FC lors du match pour le titre, les deux clubs ayant terminé à égalité de points en tête du classement final. Le tenant du titre, Caracas FC, complète le podium, à un point du duo de tête. C'est le quatrième titre de champion de l'histoire du club.

## Les clubs participants
| - Maritimo Caracas - Deportivo Italia - Caracas FC - Mineros de Guayana - Deportivo Galicia - Promu de D2 - Minerven FC - Llaneros FC - Promu de D2 - Trujillanos FC | - Portuguesa FC - Estudiantes de Mérida - UA Táchira - UD Lara - Atlético Zamora - Monagas SC - ULA Mérida - Anzoátegui FC |

## Compétition
Le barème utilisé pour établir le classement est le suivant :
- Victoire : 2 points
- Match nul : 1 point
- Défaite : 0 point

### Classement
| Rang | Équipe                | Pts | J  | G  | N  | P  | Bp | Bc | Diff |
| ---- | --------------------- | --- | -- | -- | -- | -- | -- | -- | ---- |
| 1    | Maritimo Caracas      | 41  | 30 | 16 | 9  | 5  | 63 | 34 | +29  |
| 2    | Minerven FC           | 41  | 30 | 16 | 9  | 5  | 59 | 23 | +36  |
| 3    | Caracas FCC           | 40  | 30 | 18 | 4  | 8  | 52 | 35 | +17  |
| 4    | UA Táchira            | 39  | 30 | 17 | 5  | 8  | 53 | 34 | +19  |
| 5    | Mineros de Guayana    | 38  | 30 | 15 | 8  | 7  | 62 | 35 | +27  |
| 6    | Trujillanos FC        | 38  | 30 | 13 | 12 | 5  | 46 | 34 | +12  |
| 7    | Anzoátegui FC         | 34  | 30 | 12 | 10 | 8  | 54 | 39 | +15  |
| 8    | Estudiantes de Mérida | 34  | 30 | 13 | 8  | 9  | 39 | 26 | +13  |
| 9    | UD Lara               | 34  | 30 | 11 | 12 | 7  | 32 | 25 | +7   |
| 10   | Monagas SC            | 32  | 30 | 13 | 6  | 11 | 49 | 34 | +15  |
| 11   | Llaneros FCP          | 27  | 30 | 8  | 11 | 11 | 33 | 45 | -12  |
| 12   | ULA Mérida            | 20  | 30 | 5  | 10 | 15 | 27 | 55 | -28  |
| 13   | Atlético Zamora       | 18  | 30 | 6  | 6  | 18 | 21 | 61 | -40  |
| 14   | Deportivo Italia      | 17  | 30 | 5  | 7  | 18 | 26 | 53 | -27  |
| 15   | Deportivo GaliciaP    | 15  | 30 | 3  | 9  | 18 | 29 | 63 | -34  |
| 16   | Portuguesa FC         | 12  | 30 | 4  | 4  | 22 | 19 | 68 | -49  |

|  | Qualification pour la Copa Libertadores 1994 et participation au match pour le titre |
|  | Qualification pour la Copa CONMEBOL 1993                                             |
|  | Relégation directe en Segunda A                                                      |

### Match pour le titre
| Équipe 1    | Résultat      | Équipe 2         | Aller | Retour |
| ----------- | ------------- | ---------------- | ----- | ------ |
| Minerven FC | 1 - 1 6-7 tab | Maritimo Caracas | 1 - 0 | 0 - 1  |

## Bilan de la saison
| Championnat du Venezuela de football 1992-1993 |                                 |
| Champion                                       | Maritimo Caracas (4e titre)     |
| Coupes et trophées                             |                                 |
| Vainqueur de la Coupe du Venezuela 1992-1993   | Caracas FC                      |
| Qualifications continentales                   |                                 |
| Copa Libertadores 1994                         | Maritimo Caracas                |
| Copa Libertadores 1994                         | Minerven FC                     |
| Copa CONMEBOL 1993                             | Caracas FC                      |
| Copa CONMEBOL 1993                             | UA Táchira                      |
| Promotions et relégations                      |                                 |
| Promus en Primera División                     | Maracaibo FC Atlético El Vigía  |
| Relégués en Segunda A                          | Deportivo Galicia Portuguesa FC |